# Velkovřešťovský rybník
Velkovřešťovský rybník – staw rybny i rekreacyjny znajdujący się w Czechach (Kraj hradecki, powiat Trutnov) około 600 metrów na południe od miejscowości Velký Vřešťov, na rzece Trotinie.
Pierwotnie w okolicach Velkiego Vřešťova znajdowało się siedem stawów rybnych (do dziś zachował się tylko jeden z nich oraz ślady w terenie po pozostałych). W 1964, w miejscu jednego z dawnych stawów powstał obecny, o powierzchni 26 (lub 34) hektarów.
Staw pełni rolę rekreacyjną i jest popularnym miejscem aktywnego wypoczynku (pływania, windsurfingu i wędkarstwa). Po wschodniej stronie istnieje camping z barem. Plaża jest trawiasta, a dno żwirowe. Od wiosny do jesieni można w stawie łowić karpie, leszcze, węgorze, bolenie, szczupaki, amury i sumy. Zachodnia część stawu jest obszarem chronionym, gdzie połowy i przynęty są zabronione. Na terenie campingu istnieje możliwość wypożyczania łodzi i rowerów wodnych.
Brzegami zbiornika nie prowadzą żadne znakowane szlaki turystyczne. Wschodnim brzegiem przebiega droga krajowa nr 325, na której znajduje się przystanek autobusowy Velký Vřešťov, pila. W pobliżu stawu (po wschodniej stronie) znajduje się rezerwat przyrody Vřešťovská bažantnice.